# Kurzemes rajons
Kurzemes rajons (tidligere Jelgavas priekšpilsētas, Rīgas Ļeņina rajona ziemeļu daļa, dernæst Rīgas Ļeņingradas rajons) er én af Rigas, hovedstaden i Letlands, seks territoriale administrative enheder, som blev oprettet i 1969, da den blev udskilt fra Zemgales priekšpilsēta (dengang Ļeņina rajons). Kurzemes rajons ligger langs Daugavas venstre bred, i byens nordvestlige og vestlige del. Kurzemes rajons' areal udgør 79,04 kvadratkilometer (25,73% af Rigas samlede areal) og er i forhold hertil Rigas største administrative enhed. Antallet af indbyggere udgjorde 131.016 per 1. januar 2012 (18,7% af Rigas samlede indbyggertal).
I Kurzemes rajons befinder sig Rigas højestbeliggende sted – Dzegužkalns (28 m.o.h.) samt Rigas første lufthavn – Spilve Lufthavn.